# مقاطعة هدسون (نيو جيرسي)
مقاطعة هدسون (بالإنجليزية: Hudson County, New Jersey)‏ هي إحدى مقاطعات ولاية نيو جيرسي في الولايات المتحدة. ، بلغ عدد سكانها 634266 نسمة في عام 2010 حسب إحصاء مكتب تعداد الولايات المتحدة وتصل الكثافة السكانية فيها 5241 نسمة/كم2.

## أعلام
- جون هاركز

## وصلات خارجية
- United States Counties